# Volta a Tunísia
La Volta a Tunísia era una cursa ciclista per etapes que es va disputar a Tunísia. La seva primera edició data del 1953, quan encara era un Protectorat francès. El 2016 i 2017, darrer any en què es va disputar, va formar part del calendari UCI Àfrica Tour.

## Palmarès
| Any       | Vencedor              | Segon                              | Tercer                         |
| --------- | --------------------- | ---------------------------------- | ------------------------------ |
| 1953      | Béchir Merdassi       | André Alcaraz                      | Abdelkader Bennoui             |
| 1954      | Étienne Amelijnck     | Jacques Bianco                     | Paul Debadts                   |
| 1955      | Jean Hobjanian        | Béchir Merdassi                    | André Alcaraz                  |
| 1956-1958 | No disputada          |                                    |                                |
| 1959      | Göran Karlsson        | Frits Knoops                       | Knut Karlsson                  |
| 1960      | Stan Goossens         | Karl Johansson                     | Werner Swaneveld               |
| 1961      | Jean-Claude Lebaube   | Hans Scheibner                     | Owe Adamsson                   |
| 1962      | Sergey Korge          | Gösta Pettersson                   | Jaap de Waard                  |
| 1964      | Gösta Pettersson      | Lucien Aimar                       | Walter Godefroot               |
| 1965-1977 | No disputada          |                                    |                                |
| 1978      | Mustapha Nejjari      | Mustapha Afandi                    | Mohamed Adlaoui                |
| 1979      | Moncef Ayed           | Moncef Hached                      | Hamid Chibane                  |
| 1980      | Hans Koot             | Piet Kuijs                         | Herman Winkel                  |
| 1981      | Mustapha Nejjari      | Brahim Ben Bouila                  | Mehdi Aziz                     |
| 1982      | Mohamed Aït Oufkir    | Abdelwahab Damergi                 | Saïd Kadri                     |
| 1983      | Uwe Ampler            | Michael Prix                       | Andreas Lux                    |
| 1984      | No disputada          |                                    |                                |
| 1985      | Frank Karrass         | Farouk Hamza                       | Jallel Marrouche               |
| 1986      | Uwe Zeidler           | Maik Landsmann                     | Thomas Schenderlein            |
| 1987      | Edward Kaczmarczyk    | Mieczeslaw Pluciak                 | Thomas Schmidt                 |
| 1988      | Zbigniew Albin        | Wieslaw Matuszek                   | Pawel Bartkowiak               |
| 1989      | Sebti Benzine         | Mohamed Bilal                      | Abderrazak Ayari               |
| 1990      | Hatem Denguir         | Samir Souissi                      | Ali Marrouche                  |
| 1991      | Mohamed Yazidi        | Jürgen Blümmel                     | Reinhard Runge                 |
| 1992      | Ali Marrouche         | Plantilla:SYR-d Moussa Abdelhannan | Plantilla:SYR-d Nabhan Mohamed |
| 1993      | Ali Marrouche         | Ahmed Ben Jeddou                   | Mehrez Khelifi                 |
| 1994      | Christian Lademann    | Abdelwahed Latrech                 | Abdelkader Rahmani             |
| 1995      | Lemjed Belkadhi       | Leonid Timchenko                   | Karim Jendoubi                 |
| 1996      | Amr El Nadi           | Yuri Metlushenko                   | Nordine Haouchine              |
| 1997      | Patrick Moster        | Marco Weber                        | Ingo Moster                    |
| 1998-1999 | No disputada          |                                    |                                |
| 2000      | Hichem Mennad         | Hisham Abdelbaki                   | Omar Slimane Zitoune           |
| 2001      | Ahmed Mraihi          | Mohamed Abdelfattah                | Brahim El Ouaret               |
| 2002      | Ahmed Mraihi          | Mohamed Abdelaziz                  | Driss Anezroud                 |
| 2003      | Brahim Lachheb        | Abdelati Saadoune                  | Redouane Salah                 |
| 2004      | Jeremy Maartens       | Alfonso Falzarano                  | Simone Biasci                  |
| 2005-15   | No disputada          |                                    |                                |
| 2016      | Abderrahmane Mansouri | Reda Adel                          | Thomas Vaubourzeix             |
| 2017      | Matthias Legley       | Jérôme Pulidori                    | Ali Nousiri                    |